# Rebecca Lee Crumpler
Rebecca Davis Lee Crumpler (Christiana, Delaware; 8 de febrero de 1831-9 de marzo de 1895) fue la primera médica afroestadounidense. Se casó con Arthur Crumpler quien había servido con el Ejército de la Unión durante la Guerra de Secesión. Su publicación de A Book of Medical Discourses en 1883 fue uno de los primeros escritos sobre medicina realizado por un afroamericano.

## Infancia y juventud
Hija de Matilda Webber y Absolum Davis, fue criada en Pensilvania por una tía que cuidaba de vecinos enfermos. Crumpler más tarde asistió a la Escuela West Newton English and Classical en Massachusetts, donde era un estudiante especial en matemáticas.
Durante los años anteriores a la guerra, la atención médica para los negros pobres era casi inexistente. Se mudó a Charlestown, Massachusetts, donde se casó con Wyatt Lee, nativo de Virginia, el 19 de abril de 1852. Durante los ocho años siguientes, Crumpler trabajó como enfermera hasta que fue aceptada en el New England Female Medical College en 1860. Era raro en esa época que las mujeres o los hombres negros fueran admitidos en las escuelas de medicina. Su esposo Wyatt murió en 1863 mientras ella todavía era estudiante de medicina. Cuando comenzó la Guerra Civil, Crumpler se vio obligada a abandonar sus estudios. Volvió a la universidad en 1863, pero la ayuda económica ya no estaba disponible. Para completar su educación, ganó una beca del Fondo de Becas Wade, que fue establecido por el abolicionista de Ohio, Benjamin Wade.

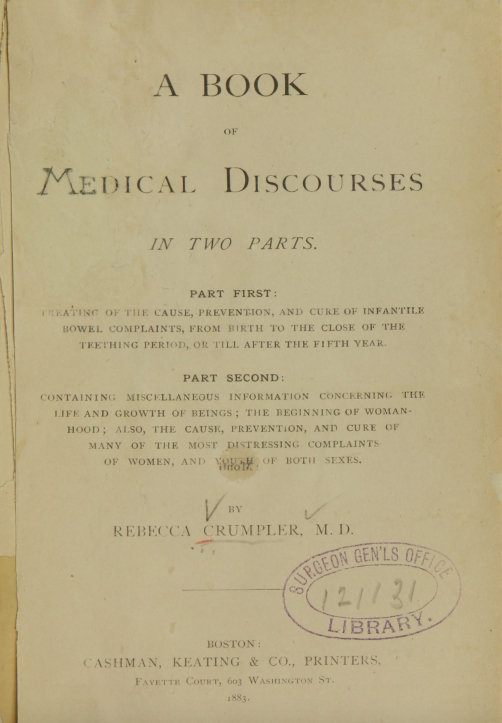
Crumpler, A Book of Medical Discourses

Cuando se graduó en 1864, fue la primera mujer afroamericana en los Estados Unidos en obtener un título de Doctor en Medicina, y la única mujer afroamericana a graduarse en la New England Female Medical College. La escuela cerró en 1873, sin graduarse otra mujer negra, cuando se fusionó con la Universidad de Boston.

## Carrera
Crumpler primero practicó la medicina en Boston, principalmente para mujeres y niños pobres. En St. John, Nuevo Brunswick, el 24 de mayo de 1865, se casó con Arthur Crumpler, un antiguo esclavo fugitivo de Virginia que había servido con el Ejército de la Unión en Fort Monroe, Virginia. Después de que la Guerra Civil Americana terminara en 1865, se trasladó a Richmond, Virginia, creyendo que era "un campo propicio para el trabajo misionero real, y que presentaría amplias oportunidades para familiarizarse con las enfermedades de las mujeres y los niños. Durante mi estancia allí casi cada hora se hicieron progresos en esa área de trabajo. El último trimestre del año 1866, se me permitió ... tener acceso todos los días a un gran número de indigentes, y otros de diferentes clases, en una población de más de 30.000 negros."
Trabajó para la Oficina de los Refugiados, Liberados y Tierras Abandonadas para proporcionar atención médica a los esclavos liberados; ella estaba sometida a un "racismo intenso". Cuando regresó a Boston, su vecindario en Joy Street Beacon Hill era una comunidad predominantemente afroamericana. Ella "entró en el trabajo con renovado vigor, practicando fuera y recibiendo a niños en la casa para tratamiento, independientemente, en una medida, de la remuneración." Rebecca y Arthur eran también miembros activos de la Duodécima Iglesia Bautista, donde Arthur era un fideicomisario y a mediados de diciembre de 1870, su hija, Lizzie Sinclair Crumpler, nació en su casa de 20 Garden Street.

## Últimos años
Hacia 1880 Rebecca y Arthur se habían trasladado a Hyde Park, Boston. No había mucha demanda por su servicio en la comunidad. Ya no practicaba la medicina en 1883 cuando publicó A Book of Medical Discourses de las notas que realizó durante su carrera médica. Se dedicó a enfermeras y madres, y se centró en la atención médica de mujeres y niños.
Aunque "no hay fotos u otras imágenes" de Rebecca, un artículo de Boston Globe la describió de esta manera: "Ella es una mujer muy agradable e intelectual y una trabajadora infatigable de la iglesia. Tiene 59 o 60 años de edad, alta y derecha, con la piel marrón clara y el pelo gris." Murió el 9 de marzo de 1895 y está enterrada en el cementerio Fairview cerca de su residencia en Hyde Park.

## Reconocimientos
La Sociedad Rebecca Lee, una de las primeras sociedades médicas para mujeres afroamericanas, fue nombrada así en su honor. Su casa en Joy Street es una de las paradas en el Camino de la herencia de las mujeres de Boston, una serie de recorridos a pie por los sitios importantes en la historia de las mujeres de la ciudad.